# Белая, Анна Сергеевна
А́нна Серге́евна Бе́лая (род. 15 апреля 1987, Ловозеро, Мурманская область) — российская лыжница, мастер спорта (2008).

## Карьера
Занималась лыжными гонками с 9 лет в Ловозере под руководством тренера Виталия Прибытка, с которым они позже по приглашению городской администрации переехали в ДЮСШ Мончегорска.
В рамках первой спартакиады Северо-Западного федерального округа, прошедшей в 2003 году, Анна стала единственным спортсменом Мурманской области, поднявшимся на пьедестал, победив в гонке классическим стилем. Также спортсменка стала чемпионкой России среди юниоров 2006 года в гонке на 30 км, неоднократно становилась призёром молодёжных первенств России, в сезоне 2004/05 финишировала третьей в общероссийском рейтинге лыжниц своего возраста.
На молодёжном чемпионате мира 2009 года во французском Праз-де-Лис — Сомман заняла 11-е место в гонке на 10 км свободным стилем и 12-е место в дуатлоне.
С сезона 2004/05 выступает в Кубке Восточной Европы, в первый и единственный раз попала на подиум этих соревнований в сезоне 2010/11, став третьей в коньковой гонке на 5 км. В том же сезоне впервые попала в десятку лучших на чемпионате России, прошедшем в Рыбинске, заняв 6-е место в классической гонке на 10 км и 5-е место в 30-километровой гонке свободным стилем. Как студентка мончегорского филиала Санкт-Петербургской академии физической культуры, спорта и здоровья имени П. Ф. Лесгафта была включена в состав студенческой сборной России на всемирной Универсиаде 2011 года, однако в соревнованиях участия так и не приняла.
4 февраля 2011 года дебютировала в Кубке мира: на домашнем этапе в Рыбинске Белая стала 13-й в дуатлоне на 10 км. В следующий раз вышла на старт в Кубке мира через год, заняв в скиатлоне на рыбинском этапе последнее, 52-е место.